# 穿過鑰匙孔的風
《穿過鑰匙孔的風》（英語：The Dark Tower: The Wind Through the Keyhole）是史蒂芬·金於2012年所推出的小說，是黑塔小說系列的外傳，故事發生在《黑塔IV 巫師與水晶球》和《黑塔V 卡拉之狼》之間。最初於2012年2月21日由格蘭出版社出版限量版，到了4月24日才由斯克里布納出版社出版精裝版，同步推出電子書和有聲書。有聲書版本由史蒂芬金本人親自朗誦。

## 出版起源
2009年，正值《穹頂之下》出版之後，史蒂芬金舉辦了一個投票，詢問讀者究竟寫《鬼店》的續集《安眠醫生》，還是寫黑塔的外傳即此書，結果《安眠醫生》以不足一百票勝出，不過史蒂芬金最終決定先寫《穿過鑰匙孔的風》。

## 故事簡介
羅蘭等人離開了綠宮後遇上了峻厲暴，於是在一個小鎮逗留休息，休息期間，羅蘭向傑克說出了一個往日的故事。故事中，羅蘭父親派遣剛成年的羅蘭和潔米到北方處理皮人攻擊人類的事情，兩人找到一個曾經見過皮人變身的小孩，羅蘭在和小孩獨處時，告訴了小孩另一個由故事。在這個故事中的故事，主角提姆的父親被人殺害，提姆要到森林中尋找改變事實的真相，黑衣人蘭道爾·佛來格中途出現希望破壞提姆的行動，只是提姆最終都能找到梅林，並協助梅林打破血腥之王的魔法，得以拯救母親。羅蘭跟小孩說完故事，接著便和小孩認出皮人，及後殺死了皮人，解決了基列地北方邊境的危機。峻厲暴過後，羅蘭已經說完故事，共業的同伴更了解羅蘭的過去，建立更緊密的連繫。

## 參照
1. ↑  "Special Announcement: NOW ACCEPTING ADVANCE ORDERS: COMING IN 2012: THE DARK TOWER: THE WIND THROUGH THE KEYHOLE by STEPHEN KING" Archive.today的存檔，存档日期2012-12-09. Donald M. Grant Publisher, Inc.
2. ↑  . stephenking.com.   [2012年1月30日]. （原始内容存档于2020年11月12日）.
3. ↑   (PDF).   [2012-02-28]. （原始内容 (PDF)存档于2012-03-24）.